# Peissener Loch

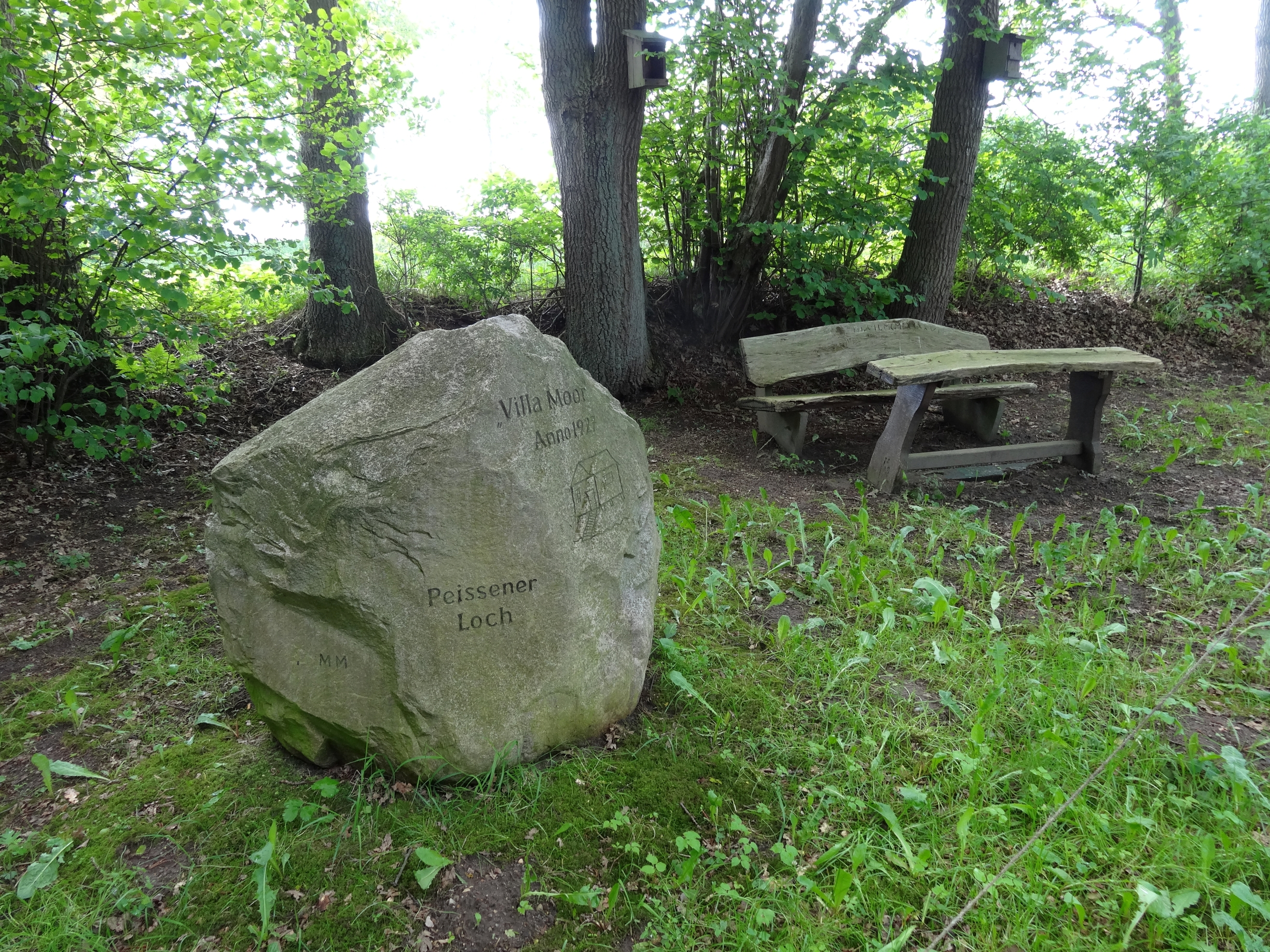
Findling in Peissen, zeigt nicht den Standort an

Das Peissener Loch ist ein großflächiger, in der Gemeinde Peissen im Kreis Steinburg gelegener und über sie hinausreichender Erdfall bzw. Senkungstrichter, der als Geotop eingestuft ist. Zu der Vertiefung gibt es die regionale Sage von der Peißener Greet.
Entstanden ist das Peissener Loch durch den Einsturz von Hohlräumen, die während der Eem-Warmzeit durch Auslaugung eines unterhalb des Geländes gelegenen Salzstocks entstanden sind.
Das Geotop wurde in den Landschaftsrahmenplan der Region aufgenommen.